# Canção napolitana

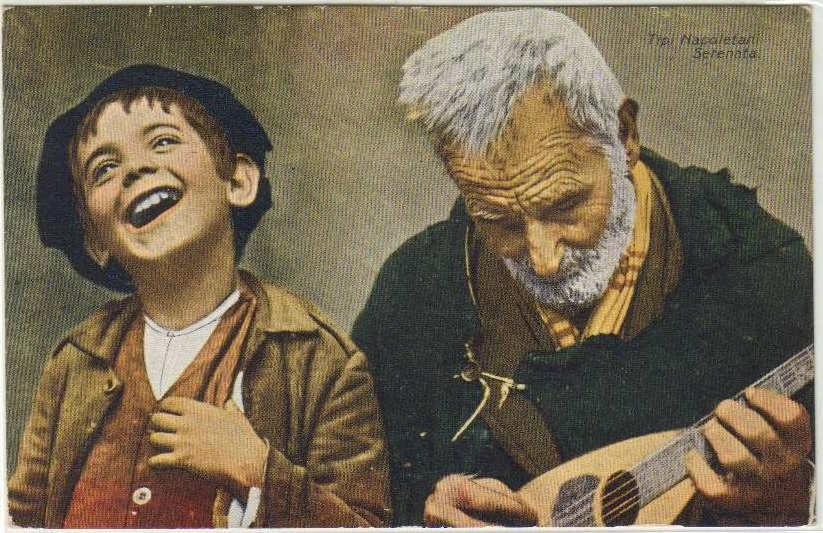
Um menino e um idoso que fazem uma serenata em Nápoles.

A canção napolitana (em napolitano Canzóna napulitana; em italiano canzone napoletana) é uma manifestação da música popular típica da cidade de Nápoles e regiões adjacentes. Suas composições são geralmente feitas em napolitano para voz masculina solista e acompanhamento instrumental. Suas letras abordam temas variados, mas assuntos amorosos ou as paisagens da Itália são inspirações recorrentes. Algumas das canções mais famosas são 'O sole mio, Torna a Surriento, Funiculì, funiculà e Santa Lucia.